# Lucas 20

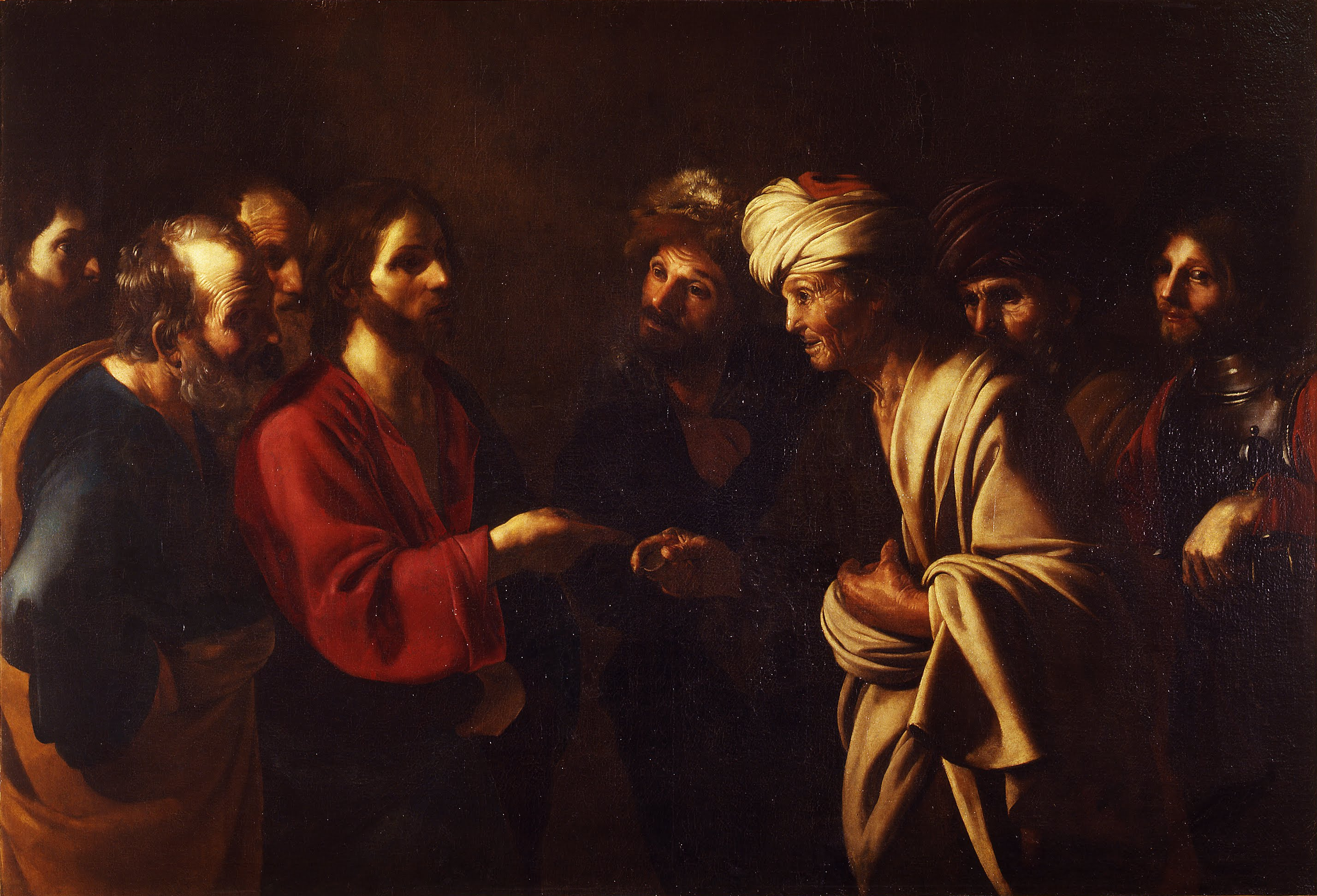
A César o que é de César, uma das mais famosas frases de Jesus.
Entre 1610 e 1620. Por Bartolomeo Manfredi, na Galeria Uffizi, em Florença.

Lucas 20 é o vigésimo capítulo do Evangelho de Lucas no Novo Testamento da Bíblia. Ele reconta os os ensinamentos de Jesus já em Jerusalém em sua última semana, especialmente os conflitos com os fariseus e saduceus.

## Autoridade de Jesus questionada
Este trecho ocorre não apenas em Lucas 20:1–8, mas também em Mateus 21 (Mateus 21:23–27) e Marcos 11 (Marcos 11:27–33). Em Lucas, Jesus foi perguntado sobre «Com que autoridade fazes estas coisas, ou quem é o que te deu esta autoridade?» (Lucas 20:2). Jesus respondeu-lhes com uma outra pergunta: «O batismo de João era do céu ou dos homens?» (Lucas 20:4) Depois de confabularem entre, os sacerdotes responderam que não sabiam, pois se dissessem que era do céu, teriam que explicar por que não acreditavam nele; se dissessem que era dos homens, temiam a reação do público, que o adorava. Desta forma, Jesus se recusou a responder-lhes.

## Parábola dos Lavradores Maus

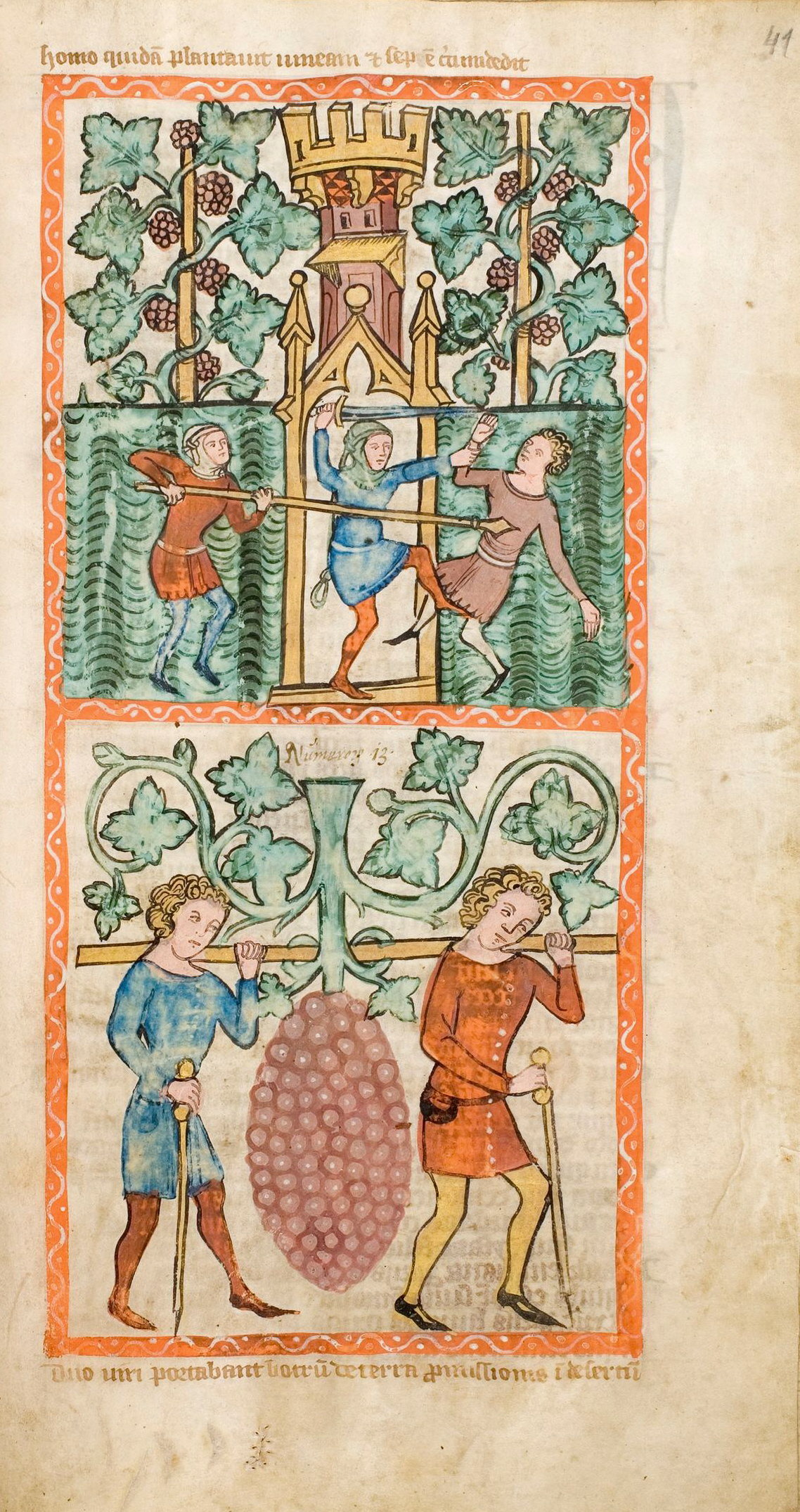
Fólio do Speculum Humanae Salvationis com iluminuras sobre a Parábola dos Lavradores Maus, preservado na biblioteca da Universidade Técnica de Darmstadt, na Alemanha.

Esta é uma das parábolas de Jesus mais conhecidas e encontrada em três dos quatro evangelhos canônicos: além de Lucas 20:9–19, está também em Marcos 12 (Marcos 12:1–12) e Mateus 21 (Mateus 21:33–46). Ela conta a história de um proprietário de terras que planta um vinhedo e o deixa aos cuidados de lavradores enquanto viaja. Nas diversas tentativas que o proprietário tentou descobrir como estavam as coisas através do envio de emissários, os lavradores reagiam com violência sem informar nada ao proprietário, geralmente espancando-os e insultando-os. Tentando alguma mudança, ele enviou seu filho amando, nas esperança de eles o respeitassem. Mas os lavradores o mataram na esperança de conseguirem para si a herança. 
Jesus perguntou então: «Que lhes fará, pois, o dono da vinha? Virá e exterminará estes lavradores e dará a vinha a outros!» (Lucas 20:16). Os escribas e religiosos não acreditaram nisso e então Jesus lançou mão de uma citação do Antigo Testamento, fazendo referência a Salmos 118:22:
| “ | «A pedra que os edificadores rejeitaram, Esta foi posta como a pedra angular? Todo o que cair sobre esta pedra, ficará em pedaços; mas aquele sobre quem ela cair, será reduzido a pó.» (Lucas 20:17–18) | ” |

Irados, as autoridades, compreendendo que a parábola era sobre eles, quiseram prender Jesus ali mesmo, mas ficaram com medo da reação da multidão.

## A César o que é de César
Um dos episódios mais famosos da vida de Jesus, ele ocorre, além de 20 20:26, em Marcos 12 (Marcos 12:13–17) e Mateus 22 (Mateus 22:15–22), no auge dos embates entre Jesus e as autoridades religiosas do Templo de Jerusalém, onde Jesus estava ensinando.
Segundo o relato em Lucas, os emissários das autoridades já estavam tentando colocar Jesus numa posição difícil e perguntaram-lhe: «Mestre, sabemos que falas e ensinas retamente, e não te deixas levar de respeitos humanos, mas ensinas o caminho de Deus segundo a verdade; é-nos lícito ou não pagar tributo a César?» (Lucas 20:21–22) A resposta é bem conhecida, pois Jesus rapidamente percebeu o ardil. Ele pediu uma moeda e perguntou-lhes de quem era efígie que estava ali. Ao receber a resposta, disse-lhes:
| “ | «Dai, pois, a César o que é de César, e a Deus o que é de Deus.» (Lucas 20:25) | ” |

## Saduceus perguntam sobre a ressurreição

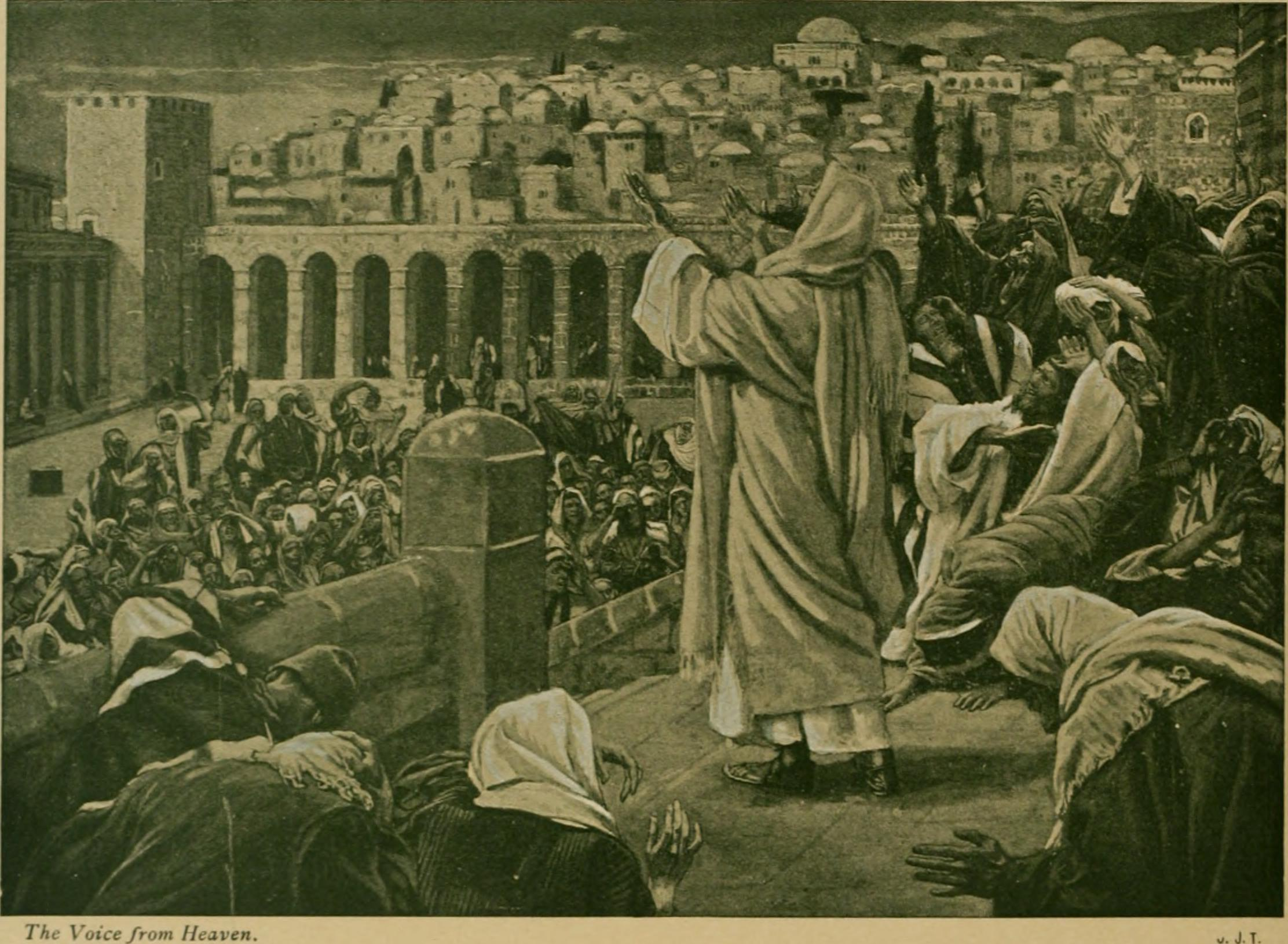
Jesus pregando no Templo de Jerusalém.

Este trecho (Lucas 20:27–40), que tem paralelos em Mateus 22 (Mateus 22:23–33) e Marcos 12 (Marcos 12:18–27), continua a sequência de discussões entre Jesus e seus adversários entre as autoridades religiosas da cidade. Neste caso, os saduceus, que não acreditavam na ressurreição. Eles criaram um cenário no qual uma mulher se casa sucessivamente com sete irmãos depois que cada um deles, do mais velho ao mais novo, vai morrendo em sucessão até que finalmente ela também morre e perguntam com quem ela estaria casada na ressurreição, pois havia se casado com todos. A resposta de Jesus foi:
| “ | «Os filhos deste mundo casam-se e dão-se em casamento; mas aqueles que são julgados dignos de alcançar o mundo vindouro e a ressurreição dentre os mortos, não se casam nem se dão em casamento. Pois não podem mais morrer, porque são iguais aos anjos e são filhos de Deus, sendo filhos da ressurreição. Mas que os mortos ressuscitam, Moisés o indicou na passagem a respeito da sarça, onde se diz que o Senhor é o Deus de Abraão, o Deus de Isaque e o Deus de Jacó. Ora Deus não é Deus de mortos, mas de vivos; pois todos vivem para ele.» (Lucas 20:34–38) | ” |

A referência ao Antigo Testamento é para Êxodo 3:6 e Êxodo 3:15.

## Jesus fala sobre Davi e alerta seus discípulos
Jesus continua sua discussão com os religiosos e, neste trecho (Lucas 20:41–44), que pode ser encontrado também em Mateus 22 (Mateus 22:41–46) e Marcos 12 (Marcos 12:35–37), ele é quem faz a pergunta: "Como dizem que o Cristo é filho de Davi?" e continua dizendo que, como Deus o colocou à sua direita até que seus inimigos estejam vencidos (uma referência a Salmos 110:1), Davi o chamou de "Senhor" e ele não poderia ser seu filho, implicando que ele ("Cristo") é o Senhor ("Deus").
Lucas termina seu relato neste capítulo afirmando que Jesus pediu aos seus discípulos que tomassem cuidado com os escribas, que só gostavam de seus luxos e regalias, «os quais devoram as casas das viúvas e fazem por pretexto longas orações» (Lucas 20:47) pois estes é que receberiam a condenação maior.

## Texto
O texto original deste evangelho foi escrito em grego koiné e alguns dos manuscritos antigos que contém este capítulo, dividido em 47 versículos, são:
- Papiro 75 (c. 175-225)
- Codex Vaticanus (325-350)
- Codex Sinaiticus (330-360)
- Codex Bezae (c. 400)
- Codex Washingtonianus (c. 400)
- Codex Alexandrinus (c. 400-440)
- Codex Ephraemi Rescriptus (c. 450; apenas os versículos 1-27)